# Agrobiodiversität

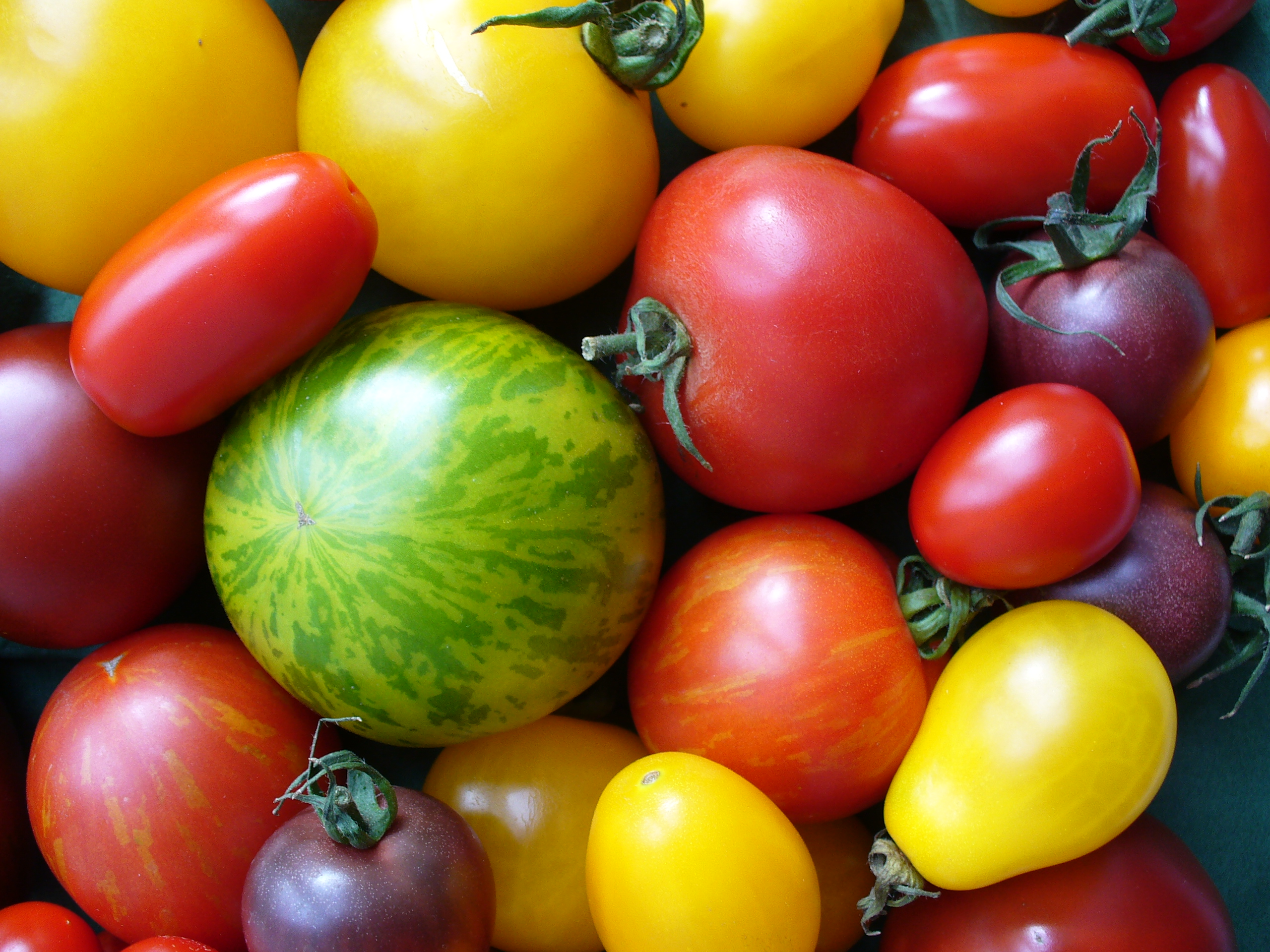
Vielfalt von Tomatensorten

Agrobiodiversität oder auch biologische Vielfalt der Landwirtschaft ist die biologische Vielfalt der für die Land-, Forst-, Fischereiwirtschaft und die Ernährung genutzten oder potenziell nutzbaren Flora und Fauna. Etabliert ist auch der Begriff „Genetische Ressourcen für Ernährung und Landwirtschaft“; diese beinhalten auch Pflanzen und Tiere des Forstes sowie Fische und andere Wassertiere.
In Abgrenzung zur natürlichen biologischen Vielfalt wird Agrobiodiversität definiert als: „Alle Komponenten der biologischen Vielfalt, die für Ernährung und Landwirtschaft sowie das Funktionieren der Agrarökosysteme von Bedeutung sind. Dazu gehören alle Zuchtformen von Tieren, Pflanzen und Mikroorganismen sowie ihre verwandten Wildarten. Weiterhin zählt man dazu auch jene Elemente der biologischen Vielfalt, die sogenannte ökologische Dienstleistungen in Agrarökosystemen gewährleisten: den Kreislauf der Nährstoffe, die Regulierung von Kulturschädlingen und Krankheiten, die Bestäubung, den Erhalt der örtlichen Wildtiere und -pflanzen, den Schutz von Wassereinzugsgebieten, den Erosionsschutz und die Klimaregulation sowie anderes mehr.“

## Bedeutung
Die Bedeutung der Agrobiodiversität liegt in mehreren Bereichen: Als biologische Grundlage jeglicher Produktion von pflanzlichen und tierischen Erzeugnissen ist die Agrobiodiversität existenziell für die Menschheit. Darüber hinaus ist sie weltweit von großer ökonomischer Bedeutung. Eine große Bedeutung hat sie als Ressource für die Züchtung sowie für zukünftige Nutzungen und Innovationen. Außerdem stellt Agrobiodiversität in Zeiten des Klimawandels eine Strategie der Anpassung an sich ändernde und nicht vorhersehbare Umweltbedingungen dar.
Bioversity International erforscht die Agrobiodiversität im Hinblick auf ihren Nutzen für die Armutsbekämpfung.

### Bewertung
Die Agrobiodiversität als solche wird nicht auf Märkten gehandelt; sie hat daher keinen Marktpreis. Auch die exakte Ermittlung der Produktionsfolgen erhöhter oder verminderter Agrobiodiversität ist oft schwierig. Gelingt so eine Ermittlung der Produktionsfolgen, kann der Wert der Produktionsveränderung über die Nutzung von Marktpreisen in Geldeinheiten ausgerechnet werden. Bewertungsmethoden, die mit Marktpreisen arbeiten werden auch als Methoden offenbarter Präferenzen bezeichnet. Der Wert der Agrobiodiversität für die Menschheit wird üblicherweise nach dem Ansatz des ökonomischen Gesamtwertes ermittelt.

## Entstehung
Im Unterschied zur natürlichen biologischen Vielfalt entstand die Kulturpflanzen- und Nutztiervielfalt unter Einflussnahme des Menschen. Mit Beginn der Landwirtschaft vor etwa 10.000 Jahren begann der Mensch mit der Domestikation von Wildpflanzen und Wildtieren, später auch von Fischen. Durch das über Jahrtausende währende Zusammenwirken von Kulturpflanzen, Nutztieren, den verschiedensten standörtlichen Bedingungen und der Einflussnahme des Menschen durch Auslese und Züchtung entstand so eine große Sorten- und Rassenvielfalt. Schätzungen zufolge gibt es z. B. allein bei Reis weltweit etwa 100.000 Sorten. Die meisten der heute bedeutenden Kulturpflanzen und Nutztiere wurden ursprünglich in anderen Gebieten der Erde domestiziert als sie heute genutzt werden. Wichtige Domestikations- und Vielfaltszentren sind die Regionen des fruchtbaren Halbmondes (Naher Osten), Mittelamerika, Nord-Ost-Amerika, die Andenregion, Südostasien und der Mittelmeerraum, die nach dem russischen Botaniker N. I. Wawilow benannten Vavilov-Zentren.

## Gefährdung
Die Vielfalt der aktiv genutzten Kulturpflanzenarten, -sorten und Nutztierrassen verringerte sich im Zuge der Modernisierung der Landwirtschaft. Hintergrund ist, dass sich die Agrar- und Entwicklungspolitik im 20. Jahrhundert in erster Linie dem Ziel der Ernährungssicherung verschrieben hatte. Die Erhaltung der Agrobiodiversität hingegen gewann hingegen erst in den letzten Jahren an stärker an Beachtung, vermehrt im Bereich in situ. Die Frage, welcher Grad der In-situ-Sorten- und Rassenvielfalt für eine nachhaltige Ernährungssicherung optimal ist, ist wissenschaftlich nicht geklärt.
Eine verbreitete Annahme lautet, dass die Agrobiodiversität von Nutzpflanzen hauptsächlich durch die Grüne Revolution reduziert worden sei. Diese Annahme konnte jedoch nicht nachgewiesen werden, unter anderem, da viele Faktoren eine Rolle gespielt hätten, aber auch, weil der Zusammenhang zwischen Sortenspektrum und genetischer Vielfalt nicht eindeutig ist. Hingegen konnte gezeigt werden, dass die Sortenvielfalt in situ bei Brotweizen nicht abgenommen hat, während die genetische Widerstandsfähigkeit gegen Rostpilze durch Fortschritte bei der Pflanzenzüchtung zunahm.
Gefährdungsursachen für die Vielfalt des wild lebenden Teils der Pflanzen- und Tierwelt sind vor allem Übernutzung, schädliche Umweltveränderungen sowie Verlust und Zerschneidung von Lebensräumen.

## Erhaltung
Zur Erhaltung der Agrobiodiversität gehört die Erhaltung von Lebensräumen, von Arten und von innerartlicher Vielfalt. Dabei werden zwei Erhaltungsmöglichkeiten unterschieden. Die In-situ-Erhaltung (in situ = am Standort) ist die Erhaltung am natürlichen Standort. Für Wildpflanzen sind dies z. B. Wälder, bei Kulturpflanzen meist Höfe und Hausgärten. In letzterem Fall spricht man auch von On-Farm-Bewirtschaftung. Die Ex-situ-Erhaltung ist die Erhaltung (genetischer Ressourcen) außerhalb ihrer natürlichen Lebensräume. Sie erfolgt v. a. in Genbanken (u. a. als Saatgut, Gewebekultur oder Kryokonserve), aber auch in Botanischen bzw. Zoologischen Gärten.
Lange galt die Aufmerksamkeit vor allem der Ex-situ-Erhaltung. Insbesondere seit der Biodiversitätskonvention 1992 wurde wegen ihrer dynamischen Erhaltung und Nutzung im Sinne fortgesetzter evolutionärer Prozesse verstärkt auch auf die On-Farm-Bewirtschaftung gesetzt.
Die SAVE Foundation ist auf die Erhaltung seltener Nutzpflanzensorten und -tierrassen in Europa fokussiert. Der Welttreuhandfonds für Kulturpflanzenvielfalt zielt auf eine Erhaltung der Nutzpflanzenvielfalt.

## Internationale Zusammenarbeit
Die bedeutendsten Kulturpflanzen und Nutztiere werden weltweit genutzt (z. B. Weizen, Mais und Reis, sowie Rind, Schwein, Geflügel, Pferd, Schaf, Ziege, Karpfen und Tilapia). Dadurch besteht international eine große gegenseitige Abhängigkeit der Staaten bei Erhaltung, Nutzung und Austausch der genetischen Ressourcen. Im Bereich genetischer Ressourcen für Ernährung und Landwirtschaft spielt die Kommission für genetische Ressourcen für Ernährung und Landwirtschaft (Commission on Genetic Resources for Food and Agriculture CGRFA) der Welternährungsorganisation (FAO) eine zentrale Rolle im internationalen Verhandlungsprozess über Erhaltung, nachhaltige Nutzung und Zugang zu diesen genetischen Ressourcen.
Das Übereinkommen über die biologische Vielfalt (CBD) von 1992 fordert neben der Erhaltung und Nutzung auch einen gerechten Vorteilsausgleich für den sich aus der Verwendung der genetischen Ressourcen ergebenden Nutzen. Seit 2004 gilt im Rahmen des CBD der Internationale Vertrag über pflanzengenetische Ressourcen für Ernährung und Landwirtschaft.